# (1640) Nemo
(1640) Nemo es un asteroide que forma parte del grupo de los asteroides que cruzan la órbita de Marte y fue descubierto por Sylvain Julien Victor Arend desde el Real Observatorio de Bélgica, Uccle, el 31 de agosto de 1951.

## Designación y nombre
Nemo se designó al principio como 1951 QA.
Más adelante fue nombrado por el capitán Nemo, un personaje de la novela Veinte mil leguas de viaje submarino del escritor francés Julio Verne.

## Características orbitales
Nemo orbita a una distancia media de 2,291 ua del Sol, pudiendo alejarse hasta 3,072 ua. Tiene una excentricidad de 0,3413 y una inclinación orbital de 7,101.º Emplea 1266 días en completar una órbita alrededor del Sol.